# أسباط بني إسرائيل الاثني عشر

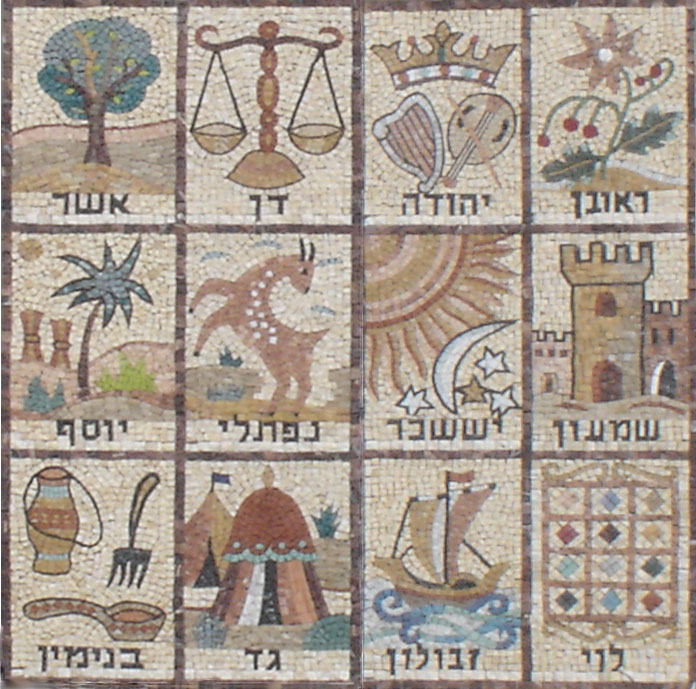
فسيفساء تصوّر الأسباط الاثني عشر قبيلة وأسمائهم العبرية، مع صور رمزية
أشير: شجرة
دان: ميزان العدالة
يهوذا: كنور وقيثارة وتاج يرمز إلى الملك داود
رأوبين: لفاح (تكوين 30: 14)
يوسف: نخلة وحزم قمح، يرمز إلى زمنه في مصر
نفتالي: أيل (تك 49: 21)
يساكر: الشمس والقمر والنجوم (أخبار الأيام الأول 12: 32)
شمعون: أبراج وأسوار مدينة شكيم
بنيامين: الإبريق والمغرفة والشوكة
جاد: خيام ترمز إلى ترحالهم كرعاة للماشية
زبولون: سفينة، بسبب حدودها مع بحر الجليل والبحر الأبيض المتوسط
لاوي: درع كهنوتي

أسباط بني إسرائيل الاثني عشر (بالعبرية: שִׁבְטֵי־יִשְׂרָאֵל‏) هم وفقًا الكتاب المقدس العبري نسل الأب الكتابي [الإنجليزية] يعقوب (المعروف أيضًا باسم إسرائيل)، الذين يشكلون معًا بني إسرائيل. ينحدر الأسباط من أبنائه الاثني عشر الذين أنجبهم من زوجتيه ليئة وراحيل وسراريه بلهة وزلفة. في الدراسات الحديثة، هناك شكوك حول ما إذا كان هناك اثني عشر قبيلة إسرائيلية على الإطلاق، حيث أن استخدام الرقم 12 من المرجح أنه يدل على تقليد رمزي كجزء من أسطورة تأسيسية وطنية، ومع ذلك يخالف بعض العلماء هذا الرأي.

## القصة الكتابية

### النسب
كان يعقوب، الذي سمي فيما بعد إسرائيل، هو الابن الثاني لإسحاق ورفقة، والأخ التوأم الأصغر لعيسو، وحفيد إبراهيم وسارة. وبحسب النصوص الكتابية، فقد اختاره الإله ليكون أبًا للأمة الإسرائيلية. من المعروف عن يعقوب أنه كان له زوجتان أختان ليئة وراحيل، وسريتان بلهة وزلفة، وأنجب منهما ثلاثة عشر مولودًا. يشكل الأبناء الاثني عشر أساس أسباط إسرائيل الاثني عشر، وهم بالترتيب من الأكبر إلى الأصغر: رأوبين، وشمعون، ولاوي، ويهوذا، ودان، ونفتالي، وجاد، وأشير، ويساكر، وزبولون، ويوسف، وبنيامين. كما كان معروفًا أن يعقوب يُفضّل بعض أبنائه، وخاصة يوسف وبنيامين أبناء زوجته المفضلة راحيل، وبالتالي لم تُعامل القبائل نفسها على قدم المساواة بالمعنى الإلهي. يوسف، على الرغم من كونه ثاني أصغر أبنائه، حصل على ضعف ميراث إخوته، وعُومل كما لو كان الابن البكر بدلاً من رأوبين، وهكذا انقسم سبطه فيما بعد إلى سبطين، على اسم ابنيه، أفرايم ومنسى.

### الأبناء والقبائل

أبناء يعقوب وفقًا لتكوين 35.

ينحدر بنو إسرائيل من نسل الاثني عشر ابنًا ليعقوب. كما كان ليعقوب أيضًا ابنة واحدة على الأقل، وهي دينة. وُلِد أبناء يعقوب في فدان-آرام [الإنجليزية] من أمهات مختلفات، كما يلي:(تكوين 35: 23-26)
- أبناء ليئة؛ رأوبين (بكر يعقوب) وشمعون ولاوي ويهوذا ويساكر وزبولون.
- أبناء راحيل؛ يوسف وبنيامين (آخر أبناء يعقوب).
- أبناء بلهة جارية راحيل؛ دان ونفتالي.
- أبناء زلفة جارية ليئة؛ جاد وأشير.

ومنهم انحدرت القبائل الاثني عشر:
- سبط رأوبين (רְאוּבֵן)
- سبط شمعون (שִׁמְעוֹן)
- سبط لاوي (לֵוִי)
- سبط يهوذا (יְהוּדָה)
- سبط يساكر (יִשָּׂשכָר)
- سبط زبولون (זְבוּלֻן)
- سبط دان (דָּן)
- سبط نفتالي (נַפְתָּלִי)
- سبط جاد (גָּד)
- سبط أشير (אָשֵׁר)
- سبط بنيامين (בִּנְיָמִן)
- سبط يوسف (יוֹסֵף) الذي انقسم لاحقًا إلى: سبط أفرايم (אֶפְרַיִם) وسبط منسى (מְנַשֶּׁה)

رفع يعقوب نسل أفرايم ومنسى أفرايم ومنسى(تكوين 48: 5) (ابنا يوسف من زوجته المصرية أسنات)(تكوين 41: 50-52) إلى مرتبة الأسباط الكاملة في حد ذاتها بسبب حصول يوسف على نصيب مزدوج بعد أن فقد رأوبين حق بكوريته بسبب تعديه على بلهة.(تكوين 35: 22)
ذكر سفر القضاة أن القبائل شكّلت اتحادًا في الفترة من غزو أرض كنعان بقيادة يشوع إلى مملكة إسرائيل الموحدة، لكن شكّكت الدراسات الحديثة في أحداث الغزو وكيفية تشكيل التحالف والمملكة باتت إلى حد كبير رواية الغزو في عهد يشوع، وأحداث فترة القضاة أمرًا مشكوكًا فيه على نطاق واسع. كما أن مسألة وجود مملكة إسرائيلية موحدة في حد ذاته أيضًا محل نزاع مستمر.

### تخصيص الأراضي

تخصيص يشوع للأرض للقبائل الإسرائيلية بحسب يشوع: 13-19.

وفقًا يشوع 13-19، قُسّمت أرض إسرائيل إلى اثني عشر قسمًا تتوافق مع أسباط إسرائيل الاثني عشر. ومع ذلك، فإن القبائل التي حصلت على الأرض تختلف عن القبائل التوراتية. لم يُخصّص لسبط لاوي أي أراضٍ، ولكن خُصّصت لهم ست مدن ملجأ ليكونوا تحت إدارتهم، بالإضافة إلى الهيكل في القدس. كما قُسّمت حصة أرض سبط يوسف المُضاعفة بين نسل ابنيه أفرايم ومنسى. فكانت بذلك القبائل التي حصلت على مخصصات هي:
1. رأوبين
2. شمعون
3. أفرايم
4. يهوذا
5. يساكر
6. زبولون
7. دان
8. نفتالي
9. جاد
10. أشير
11. منسى
12. بنيامين

## نسلهم
- سبط رأوبين: كان سبط رأوبين ضمن مملكة إسرائيل الشمالية حتى غزتها آشور. وفقًا لأخبار الأيام الأول 5: 26، قام تغلث فلاسر الثالث ملك آشور (الذي حكم بين سنتي 745-727 ق.م.) بترحيل سبط رأوبين وجاد ونصف سبط منسى إلى "حلح وخابور وهارا ونهر جوزان". وفقًا للمسلة الموآبية نقش ميشع (حوالي سنة 840 ق.م.)، استعاد الموآبيون العديد من الأراضي في الجزء الثاني من القرن التاسع قبل الميلاد (التي كان عمري وأخاب قد احتلوها مؤخرًا وفقًا للمسلة). تذكر المسلة أن القتال كان ضد سبط جاد ولكن ليس سبط رأوبين، على الرغم من الاستيلاء على نبو ويهصة اللتين كانتا في وسط أرض رأوبين. قد يشير ذلك إلى أن سبط رأوبين في ذلك الوقت لم تعد قوة منفصلة في تلك المنطقة. وحتى لو كانوا موجودين عند اندلاع هذه الحرب، فإن نتيجة هذه الحرب كانت ستنزع عنهم أرضهم. وفقًا لريتشارد إليوت فريدمان في كتابه "من كتب الكتاب المقدس؟"، فإن ذلك هو السبب وراء عبور هذه الأسباط الثلاثة إلى أرض يهوذا.
- سبط شمعون: تزعم إحدى المدراشات الملفقة أن البابليين رحّلوهم إلى مملكة أكسوم (في ما يعرف الآن بإثيوبيا)، إلى مكان خلف الجبال المظلمة.[15]
- سبط أفرايم: كانوا ضمن مملكة إسرائيل الشمالية، غزاهم الآشوريون، ونُفيوا؛ أدت طريقة نفيهم إلى ضياع الكثير من تاريخهم. ومع ذلك، فإن العديد من المجموعات الحديثة تدعي انتسابهم إليهم، وإن كان هناك اختلاف في مستويات الدعم الأكاديمي والحاخامي لمزاعمهم. يزعم السامريون أن بعض أتباعهم ينحدرون من هذا السبط، كما يزعم العديد من اليهود الفرس أنهم من نسل أفرايم، بل أن يهود التيلجو [الإنجليزية] في الهند زعموا أنهم ينحدرون من نسل أفرايم، ويطلقون على أنفسهم اسم "بني أفرايم"، يشبهون في ذلك يهود ميزو [الإنجليزية]، الذين تعتبرهم دولة إسرائيل الحديثة من نسل منسى.[16]
- سبط يساكر: يقول الحاخام ديفيد كيمشي أن أخبار الأيام الأول 9: 1 ذكر بقاء بعض أفراد أسباط أفرايم ومنسى ويساكر وزبولون في أراضي يهوذا بعد سبي الأسباط العشرة. وأن هؤلاء البقية عادوا مع سبط يهوذا بعد السبي البابلي.[17]
- سبط يهوذا: عادوا إلى أرضهم مع ما بقي من أسباط أفرايم ومنسى ويساكر وزبولون الذين لم يُنفوا بعد السبي البابلي.[17]
- سبط زبولون: كانوا ضمن مملكة إسرائيل الشمالية، غزاهم الآشوريون، ونُفيوا؛ أدت طريقة نفيهم إلى ضياع الكثير من تاريخهم. زعم عضو الكنيست الإسرائيلي أيوب قرا أن الدروز ينحدرون من إحدى قبائل إسرائيل المفقودة، ربما زبولون. وقال قرا أن الدروز يشتركون في العديد من المعتقدات نفسها مثل اليهود، وأن لديه أدلة وراثية تثبت أن الدروز ينحدرون من اليهود.[18]
- أسباط دان؛ وجاد؛ وأشير؛ ونفتالي: يزعم اليهود الإثيوبيون، المعروفون أيضًا باسم بيتا إسرائيل أنهم ينحدرون من سبط دان، التي هاجر أفرادها جنوبًا مع أفراد من أسباط جاد وأشير ونفتالي، إلى مملكة كوش التي كانت أراضيها ضمن أراضي إثيوبيا والسودان اليوم عند تدمير الهيكل الأول.[19]
- سبط منسى: كانوا ضمن مملكة إسرائيل الشمالية، واحتلّ أراضيهم الآشوريون، ونُفيوا؛ وضياع الكثير من تاريخهم. ومع ذلك، فإن العديد من المجموعات الحديثة تدعي انتسابهم إليهم مثل بني منشيه [الإنجليزية][20] (وهو يهود ميزو الذين تعتبرهم دولة إسرائيل الحديثة من نسل منسى[16]) والسامريون الذين يزعم بعضهم أنهم ينحدرون من هذا السبط.
- سبط بنيامين: يبدو أنه اندمج مع سبط يهوذا.

## في المسيحية
يُشار إلى أسباط إسرائيل الاثني عشر في العهد الجديد في أناجيل متى 19: 28 ولوقا 22: 30، حين ذكر يسوع أنه في ملكوت الله سيجلس تلاميذه على [اثني عشر] عرشًا ليُدينوا أسباط إسرائيل الاثني عشر. وفي رسالة يعقوب 1: 1 خاطب يعقوب جمهوره على أنهم "الأسباط الاثني عشر في الشتات". ذكر سفر الرؤيا 7: 1-8 الأسباط بأسمائهم، لكنه أسقط سبط دان، واستبدله بسبط منسى. في رؤيا أورشليم السماوية [الإنجليزية] كتبت أسماء الأسباط الاثني عشر على أبواب المدينة (حزقيال 48: 30-35). في كنيسة يسوع المسيح لقديسي الأيام الأخيرة، عادةً ما تحتوي البركة البطريركية على إعلان نسب متلقي البركة بنسبتهم إلى أسباط إسرائيل الاثني عشر.

## في الإسلام
ذكر القرآن أن قوم موسى انقسموا إلى اثني عشر قبيلة:  وَقَطَّعْنَاهُمُ اثْنَتَيْ عَشْرَةَ أَسْبَاطًا أُمَمًا وَأَوْحَيْنَا إِلَى مُوسَى إِذِ اسْتَسْقَاهُ قَوْمُهُ أَنِ اضْرِبْ بِعَصَاكَ الْحَجَرَ فَانْبَجَسَتْ مِنْهُ اثْنَتَا عَشْرَةَ عَيْنًا قَدْ عَلِمَ كُلُّ أُنَاسٍ مَشْرَبَهُمْ وَظَلَّلْنَا عَلَيْهِمُ الْغَمَامَ وَأَنْزَلْنَا عَلَيْهِمُ الْمَنَّ وَالسَّلْوَى كُلُوا مِنْ طَيِّبَاتِ مَا رَزَقْنَاكُمْ وَمَا ظَلَمُونَا وَلَكِنْ كَانُوا أَنْفُسَهُمْ يَظْلِمُونَ  سورة الأعراف الآية 160

## التاريخية

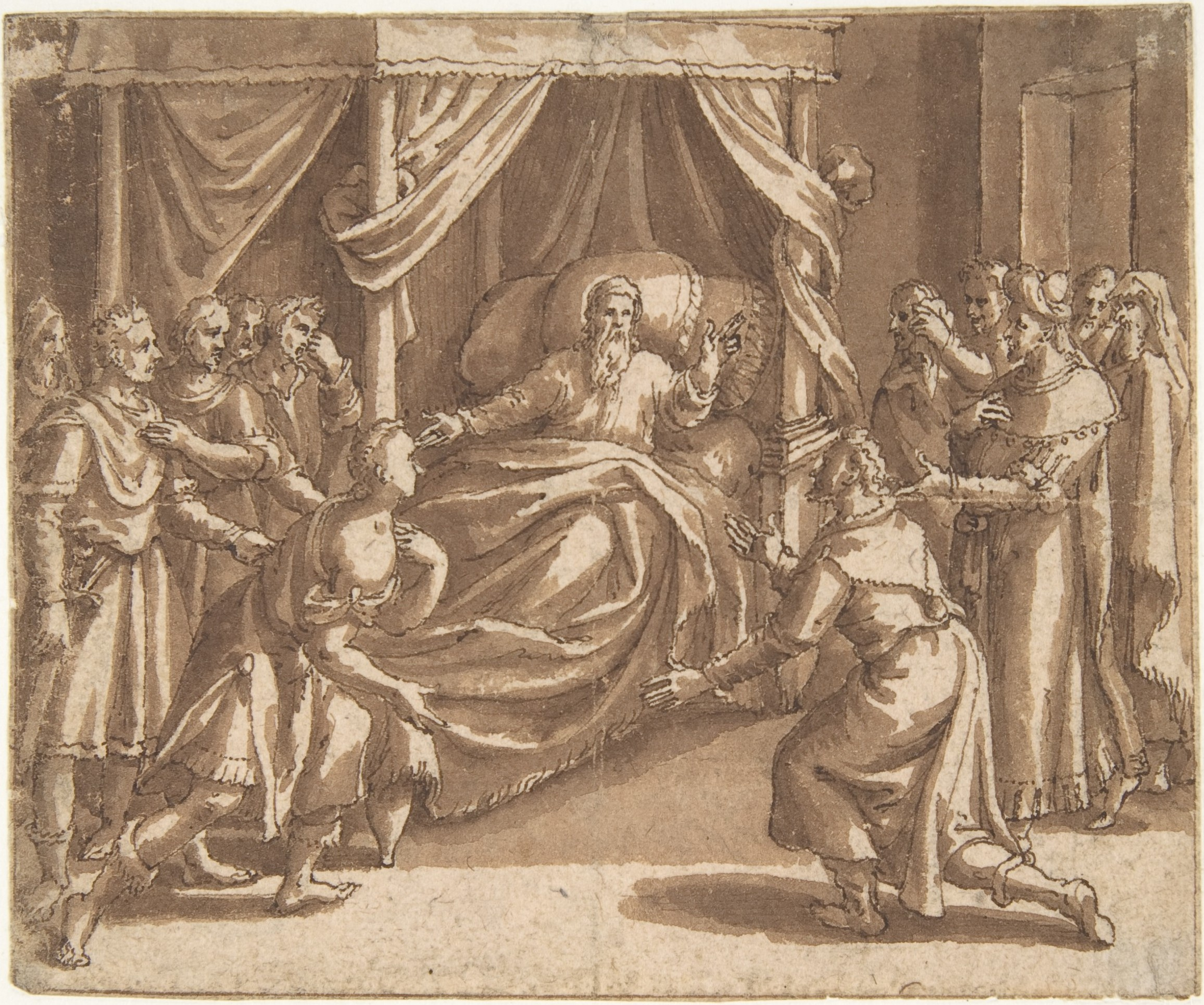
يعقوب يبارك بنيه الاثني عشر وهو يحتضر، لوحة آدم فان نورت.

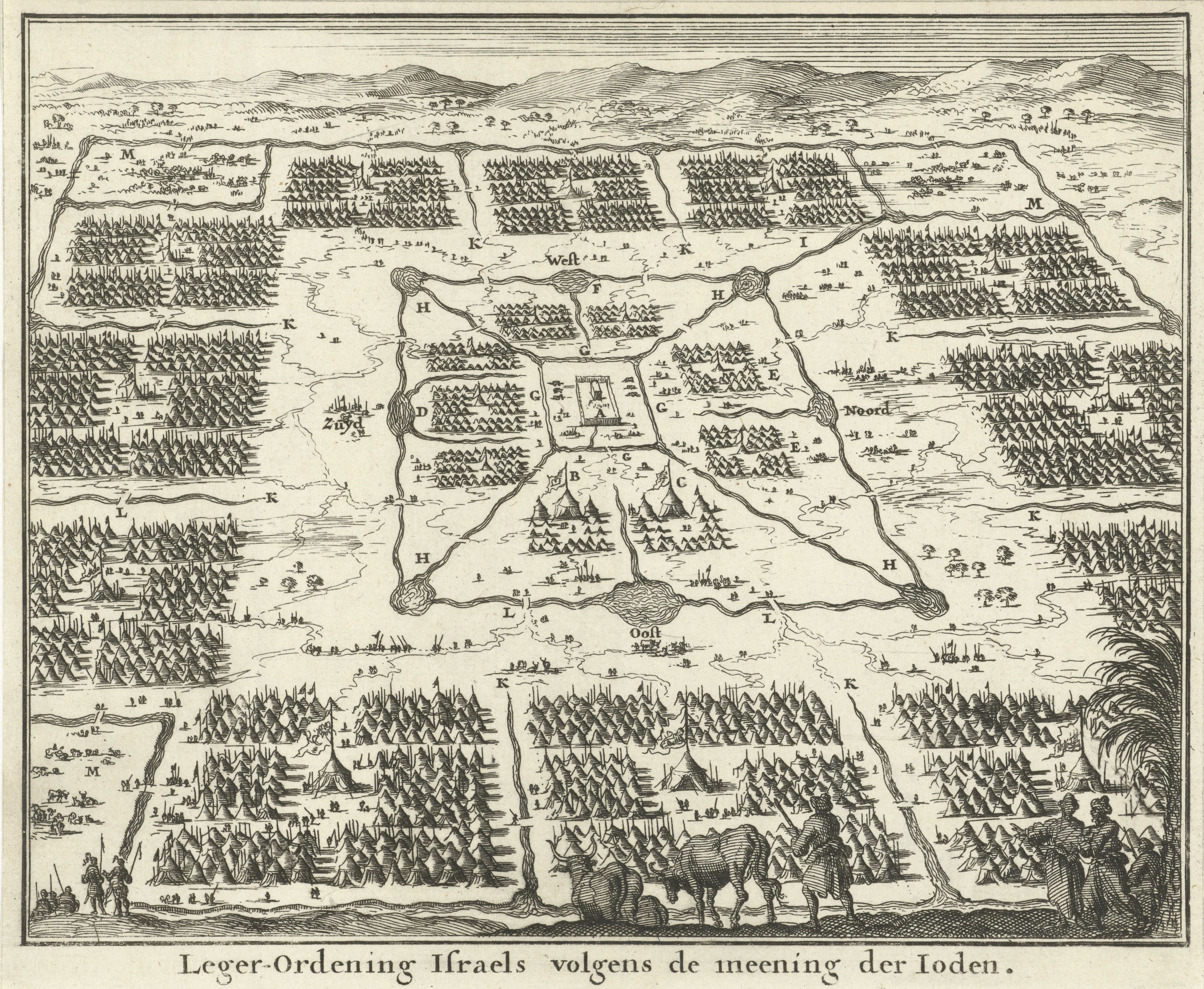
الأسباط الاثنا عشر يخيّمون حول خيمة الاجتماع. لوحة يان لوكين، 1673م

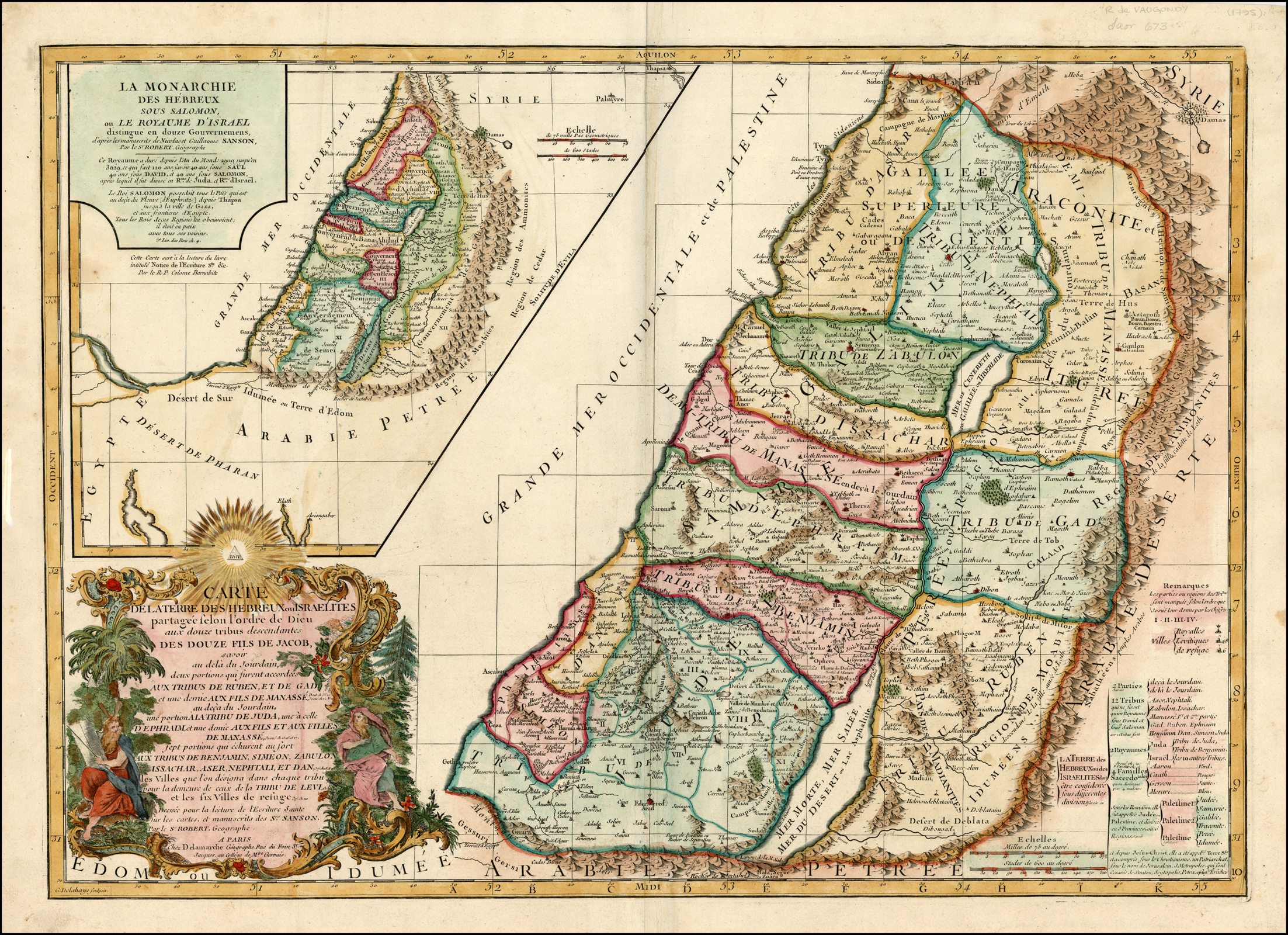
خريطة أراضي الأسباط في أرض إسرائيل، من رسومات شارل فرانسوا ديلامارش، 1797م

### البحث العلمي
لفترة طويلة، ظل المسيحيون واليهود يتقبلون تاريخ الأسباط الاثني عشر كحقيقة. ولكن منذ القرن التاسع عشر الميلادي، فحص النقد التاريخي صحة الرواية التاريخية؛ ما إذا كانت الأسباط الاثني عشر تواجدوا بالفعل كما تقول الرواية الكتابية، وما مدى تاريخية هؤلاء الأجداد الذين يُنسبون إليهم، وحتى ما إذا كانت النسخة الأولى من هذا الرواية الكتابية ذكرت وجود اثنتي عشرة قبيلة.
لم تشمل كل قوائم الكتاب المقدس أن عدد القبائل هو 12، كما يلي:
- تشير بركة يعقوب (تكوين 49) مباشرة إلى رأوبين، وشمعون، ولاوي، ويهوذا، وزبولون، ويساكر، ودان، وجاد، وأشير، ونفتالي، ويوسف، وبنيامين، وتُمجّد يوسف بشكل خاص على إخوته.
- تذكر بركة موسى (تثنية 33) بنيامين، يوسف، زبولون، يساكر، جاد، دان، نفتالي، أشير، رأوبين، لاوي، ويهوذا، مع حذف شمعون.
- يصف القضاة 1 غزو كنعان؛ حيث ذُكر بنيامين وشمعون في القسم الخاص بمآثر يهوذا، كما ذُكر يوسف وأفرايم ومنسى وزبولون وأشير ونفتالي ودان، ولم يُذكر يساكر ورأوبين ولاوي وجاد.[23][1]
- يذكر نشيد دبوره (قضاة 5: 2-31)، الذي يُعرف على نطاق واسع بأنه أحد أقدم مقاطع الكتاب المقدس، ثمانية من القبائل: أفرايم، بنيامين، زبولون، يساكر، رأوبين، دان، أشير، ونفتالي. ويذكر أيضًا سكان منطقة جلعاد، وماكير أحد أبناء منسى. ولم يذكر الأسباط الخمسة الأخرى (شمعون ولاوي ويهوذا وجاد ويوسف).[24]

### نظريات الأصل
خلص علماء مثل ماكس فيبر ورونالد غلاسمان إلى أنه لم يكن هناك أبدًا عدد محدد للقبائل. وبدلاً من ذلك، يجب اعتبار فكرة وجود اثنتي عشرة قبيلة دائمًا جزءًا من الأسطورة التأسيسية الوطنية الإسرائيلية: فالرقم 12 لم يكن رقمًا حقيقيًا، بل رقمًا مثاليًا، وكان له أهمية رمزية في ثقافات الشرق الأدنى مع أنظمة العد الاثني عشري. رأى عالم الكتاب المقدس آرثر بيك أن تقسيم القبائل حدث في وقت لاحق، لاختلاق مسببات تفسّر ترابط القبائل مع بعضها في الاتحاد الإسرائيلي. كما زعم المترجم بول ديفيدسون أن: «قصص يعقوب وأبنائه، إذن، ليست روايات عن أشخاص تاريخيين في العصر البرونزي. بل تخبرنا إلى أي مدى فهم اليهود وبنو إسرائيل في وقت لاحق أنفسهم وأصولهم وعلاقتهم بالأرض في سياق الحكايات الشعبية التي تطورت مع مرور الوقت.» ويمضي في القول بأن: «معظم الأسماء القبلية ليست أسماء شخصية، بل أسماء مجموعات عرقية ومناطق جغرافية وآلهة محلية. على سبيل المثال بنيامين، وتعني "ابن الجنوب" (موقع أراضيها بالنسبة إلى السامرة)؛ وأشير، منطقة فينيقية، وقد يكون اسمه إشارة إلى الإلهة عشيرة.»
كتب المؤرخ إيمانويل ليوي في مجلة كومنتري أن: «اعتاد الكتاب المقدس تمثيل العشائر كأشخاص. ففي الكتاب المقدس، أسباط إسرائيل الاثني عشر هم أبناء رجل يُدعى يعقوب أو إسرائيل، كما أن أدوم أو عيسو هو شقيق يعقوب؛ وإسماعيل وإسحاق هما ابنا إبراهيم؛ وأن عيلام وآشور اسمان لأمتين قديمتين، هما أبناء رجل يدعى سام. وأن صيدون وهي مدينة فينيقية، وهو بكر أبناء كنعان؛ وأن أرض مصر والحبشة سٌميت بأسماء أبناء حام. هذا النوع من الجغرافيا الأسطورية معروف على نطاق واسع بين جميع الشعوب القديمة. وجد علم الآثار أن العديد من هذه الأسماء الشخصية للأسلاف كانت في الأصل أسماء عشائر أو قبائل أو مناطق أو أمم. […] إذا كانت أسماء أسباط إسرائيل الاثني عشر هي أسماء أسلاف أسطوريين وليست شخصيات تاريخية، فإن العديد من قصص العصر الأبوي والعصر الموسوي تفقد صلاحيتها التاريخية. ربما تعكس جزئيًا ذكريات قاتمة عن الماضي القبلي للعبرانيين، لكنها في تفاصيلها المحددة هي مجرد خيال.» كما زعم نورمان جوتوالد بأن التقسيم إلى اثنتي عشرة قبيلة نشأ كمخطط إداري في عهد الملك داود. بالإضافة إلى ذلك، يذكر نقش ميشع (المنحوت سنة 840 ق.م.) عمري كملك إسرائيل وتذكر أيضًا رجال جاد.

### دراسات كروموسوم Y اللاوي
تشير الدراسات الحديثة للعلامات الجينية في السكان اليهود بقوة إلى أن اللاويين الأشكناز المعاصرين (ذكور اليهود الذين يدعون النسب الأبوي من سبط لاوي) ينحدرون من جد واحد من سبط لاوي انتقل إلى أوروبا من الشرق الأوسط منذ حوالي 1,750 سنة. يتماشى نمو هذه النسب المحدد مع أنماط التوسع التي شوهدت في المجموعات المؤسسة الأخرى لليهود الأشكناز، مما يعني أن عددًا صغيرًا نسبيًا من الأسلاف الأصليين كان لهم تأثير كبير على التركيب الجيني للسكان الأشكناز اليوم.

## وصلات خارجية
- القبائل الاثنا عشر في الموسوعة اليهودية (بالإنجليزية)
- قبائل إسرائيل الاثني عشر في المكتبة اليهودية الافتراضية (بالإنجليزية)